# Pierre Beauchamp
Pierre Beauchamp, zwany Charles-Louis (ochrzczony 30 października 1631 w Paryżu, zm. 1705 lub 1719 tamże) – francuski tancerz, choreograf, baletmistrz.

## Życiorys
Otrzymał wykształcenie w zakresie muzyki i tańca. Od około 1650 roku działał na dworze króla Ludwika XIV. W latach 1661–1687 był dyrektorem Académie royale de danse. W 1666 roku otrzymał także stanowisko dyrektora baletu królewskiego. Występował jako tancerz w rolach głównie dramatycznych. Współpracował z Jeanem-Baptistem Lully’m, opracowując choreografię do jego oper i baletów. Pracował także wspólnie z Molierem nad choreografią do jego sztuk z muzyką Lully’ego, m.in. Pan de Pourceaugnac (1669) i Mieszczanin szlachcicem (1670). Wykształcił pierwsze pokolenie tancerzy Opery Paryskiej, w balecie Le triomphe de l’Amour (1681) wprowadził na jej scenę pierwsze zawodowe tancerki.
Skodyfikował dotychczasowe zasady tańca klasycznego, ustalił 5 podstawowych pozycji nóg i rąk. Opracował własny system notacji tańca, skodyfikowany później przez Raoula-Augera Feuilleta. W 1704 roku wytoczył Feuilletowi proces o jego plagiat, jednak przegrał sprawę.